# Kosuzume tōge
Kosuzume tōge (jap. 小雀峠; pol. Przełęcz Kosuzume) – japoński niemy film z 1923 roku z akompaniamentem benshi, wyreżyserowany przez Kōroku Numatę. Jest najstarszym zachowanym filmem z udziałem Tsumasabura Bandō, który zagrał w nim drugoplanową rolę, jak również jedną z niewielu ocalałych do dziś produkcji z Banyą Ichikawą w roli głównej.
Film opowiada historię dziesięcioletniego chłopca zajmującego się sprzedawaniem słodyczy. Jego wiara w ludzi sprawia, że trójka przestępców nawraca się na drogę sprawiedliwości, następnie pomagając mu w sprzedaży łakoci. Pewnego dnia chłopiec spotyka swojego ojca – z pozoru prawego samuraja, który przed laty przeżył płomienny romans z jego matką.